# Sainte-Anastasie (Cantal)
Sainte-Anastasie è un comune francese di 145 abitanti situato nel dipartimento del Cantal nella regione dell'Alvernia-Rodano-Alpi.

## Società

### Evoluzione demografica
Abitanti censiti